# 未来-ミライ-/もしかして
「未来 -ミライ-／もしかして」（みらい／もしかして）は、2010年5月19日にソニー・ミュージックレコーズから発売された福原美穂の8枚目のシングル。

## 解説
タイアップ曲となった「未来-ミライ-」「もしかして」を両A面に据え、カップリング曲にインディーズ時代の楽曲である「絶え間なく」、「未来-ミライ-」のSTUDIO APARTMENTによるリミックス版を収録している。 
初回生産限定盤には「未来-ミライ-」のミュージック・ビデオとレコーディングドキュメントが収録されたDVDが同梱される。

## 収録曲

### CD
1. 未来 -ミライ-
  - 作詞：福原美穂／作曲：福原美穂、山口寛雄／編曲：亀田誠治
  - 大塚製薬「SOYJOY」CMソング（本人出演）
  - 歌詞は福原の友人を元気付けるために向けて書いたもの[1]。
2. もしかして
  - 作詞：福原美穂／作曲：福原美穂、KEN for 2SOUL MUSIC Inc.／編曲：皆川真人、KEN for 2SOUL MUSIC Inc.
  - 関西テレビ『グータンヌーボ』エンディング･テーマ
  - 別れた恋人への思いを引きずりながらも強がってしまう女性の気持ちを歌い上げた曲[2]。
3. 絶え間なく
  - 作詞・作曲：香那／編曲：シライシ紗トリ
4. 未来 -ミライ-（STUDIO APARTMENT REMIX 2010）
5. 未来 -ミライ-（instrumental）

### DVD
1. 未来 -ミライ- MUSIC VIDEO
2. 未来 -ミライ- RECORDING DOCUMENT